# Dallas Chaparrals 1967-1968
La stagione 1967-68 dei Dallas Chaparrals fu la 1ª nella ABA per la franchigia.
I Dallas Chaparrals arrivarono secondi nella Western Division con un record di 46-32. Nei play-off vinsero la semifinale di division con gli Houston Mavericks (3-0), perdendo poi la finale di division con i New Orleans Buccaneers (4-1).

## Classifica
| Squadra                | V  | P  | %    | GB |
| ---------------------- | -- | -- | ---- | -- |
| New Orleans Buccaneers | 48 | 30 | 61,5 | -  |
| Dallas Chaparrals      | 46 | 32 | 59,0 | 2  |
| Denver Rockets         | 45 | 33 | 57,7 | 3  |
| Houston Mavericks      | 29 | 49 | 37,2 | 19 |
| Anaheim Amigos         | 25 | 53 | 32,1 | 23 |
| Oakland Oaks           | 22 | 56 | 28,2 | 26 |

## Roster
| N°    | Naz.                   | Ruolo | Sportivo          | Anno | Alt. | Peso |
| ----- | ---------------------- | ----- | ----------------- | ---- | ---- | ---- |
|       | Stati Uniti (bandiera) | C     | Mike Dabich       | 1942 | 213  | 110  |
| 11    | Stati Uniti (bandiera) | G     | Bob Verga         | 1945 | 185  | 86   |
| 12    | Stati Uniti (bandiera) | GA    | Maurice McHartley | 1942 | 191  | 84   |
| 12    | Stati Uniti (bandiera) | C     | Gene Wiley        | 1937 | 208  | 95   |
| 15-20 | Stati Uniti (bandiera) | G     | Denny Holman      | 1945 | 191  | 79   |
| 16    | Stati Uniti (bandiera) | GA    | Cliff Hagan       | 1931 | 193  | 95   |
| 20    | Stati Uniti (bandiera) | G     | Jim Burns         | 1945 | 191  | 88   |
| 22    | Stati Uniti (bandiera) | A     | Bobby Wilson      | 1944 | 203  | 98   |
| 24    | Stati Uniti (bandiera) | GA    | Charles Beasley   | 1945 | 196  | 86   |
| 25    | Stati Uniti (bandiera) | A     | Carroll Hooser    | 1944 | 201  | 104  |
| 31    | Stati Uniti (bandiera) | A     | Riney Lochmann    | 1944 | 198  | 98   |
| 33    | Stati Uniti (bandiera) | C     | Rich Peek         | 1943 | 211  | 104  |
| 35    | Stati Uniti (bandiera) | AC    | Cincy Powell      | 1942 | 201  | 100  |
| 43    | Stati Uniti (bandiera) | C     | Elton McGriff     | 1942 | 206  | 102  |
| 44    | Stati Uniti (bandiera) | AC    | John Beasley      | 1944 | 206  | 102  |

## Staff tecnico
- Allenatore: Cliff Hagan